# La Rockeuse de diamants
Albums de Catherine Lara
T'es pas drôle
(1982) Flamenrock/Espionne
(1984)
Singles
1. La Rockeuse de diamants
Sortie : 1984
2. Famélique
Sortie : 1984

La Rockeuse de diamants est un album de Catherine Lara, sorti en 1983 sous le label Tréma.
Le titre est un jeu de mots avec l'expression « croqueuse de diamants ». La chanson-titre, paru en single début 1984, connaît un certain succès à sa sortie en se classant durant quinze semaines dans les charts et en se vendant à plus de 80 000 exemplaires,, devenant le premier tube important de la chanteuse.

## Liste des titres
| No | Titre                   | Durée |
| -- | ----------------------- | ----- |
| 1. | Famélique               | 3:03  |
| 2. | Les Genoux écorchés     | 3:00  |
| 3. | La Rockeuse de diamants | 4:10  |
| 4. | Autonome                | 4:00  |
| 5. | L'Homme Blanc           | 3:53  |
| 6. | Gatsby                  | 3:30  |
| 7. | Bacchanales             | 2:28  |
| 8. | Fatale                  | 4:40  |